# Salvelinus
Salvelinus és un gènere de peixos actinopterigis de la família dels salmònids i de l'ordre dels salmoniformes.

## Taxonomia
- Salvelinus agassizii (Garman, 1885) †
- Salvelinus albus (Glubokovsky, 1977)
- Salvelinus alpinus (Linnaeus, 1758)
- Salvelinus anaktuvukensis (Morrow, 1973)
- Salvelinus andriashevi (Berg, 1948)
- Salvelinus boganidae (Berg, 1926)
- Salvelinus colii (Günther, 1863)
- Salvelinus confluentus (Suckley, 1859)
- Salvelinus curilus (Pallas, 1814)
- Salvelinus czerskii (Drjagin, 1932)
- Salvelinus drjagini (Logashev, 1940)
- Salvelinus elgyticus (Viktorovsky & Glubokovsky, 1981)
- Salvelinus evasus (Freyhof & Kottelat, 2005)
- Salvelinus faroensis (Joensen & Tåning, 1970)
- Salvelinus fimbriatus (Regan, 1908)
- Salvelinus fontinalis (Mitchill, 1815)
- Salvelinus gracillimus (Regan, 1909)
- Salvelinus grayi (Günther, 1862)
- Salvelinus gritzenkoi (Vasil'eva & Stygar, 2000)
- Salvelinus inframundus (Regan, 1909)
- Salvelinus jacuticus (Borisov, 1935)
- Salvelinus japonicus (Oshima, 1961)
- Salvelinus killinensis (Günther, 1866)
- Salvelinus krogiusae (Glubokovsky, Frolov, Efremov, Ribnikova & Katugin, 1993)
- Salvelinus kronocius (Viktorovsky, 1978)
- Salvelinus kuznetzovi (Tarentz, 1933)
- Salvelinus lepechini (Gmelin, 1789)
- Salvelinus leucomaenis (Pallas, 1814)
- Salvelinus levanidovi (Chereshnev, Skopets & Gudkov, 1989)
- Salvelinus lonsdalii (Regan, 1909)
- Salvelinus mallochi (Regan, 1909)
- Salvelinus malma (Walbaum, 1792)
- Salvelinus maxillaris (Regan, 1909)
- Salvelinus murta (Saemundsson, 1909)
- Salvelinus namaycush (Walbaum, 1792)
- Salvelinus neiva (Taranetz, 1933)
- Salvelinus neocomensis (Freyhof & Kottelat, 2005) †
- Salvelinus obtusus (Regan, 1908)
- Salvelinus perisii (Günther, 1865)
- Salvelinus profundus (Schillinger, 1901)
- Salvelinus scharffi (Regan, 1908)
- Salvelinus schmidti (Viktorovsky, 1978)
- Salvelinus struanensis (Maitland, 1881)
- Salvelinus taimyricus (Mikhin, 1949)
- Salvelinus taranetzi (Kaganowsky, 1955)
- Salvelinus thingvallensis (Saemundsson, 1909)
- Salvelinus tolmachoffi (Berg, 1926)
- Salvelinus trevelyani (Regan, 1908)
- Salvelinus umbla (Linnaeus, 1758)
- Salvelinus vasiljevae (Safronov & Zvezdov, 2005)
- Salvelinus willoughbii (Günther, 1862)
- Salvelinus youngeri (Friend, 1956)[4][5][6][7][8][9][10][11]

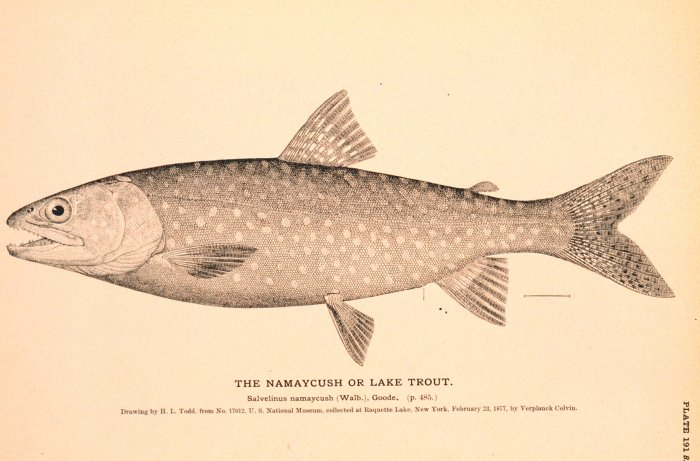
Salvelinus namaycush
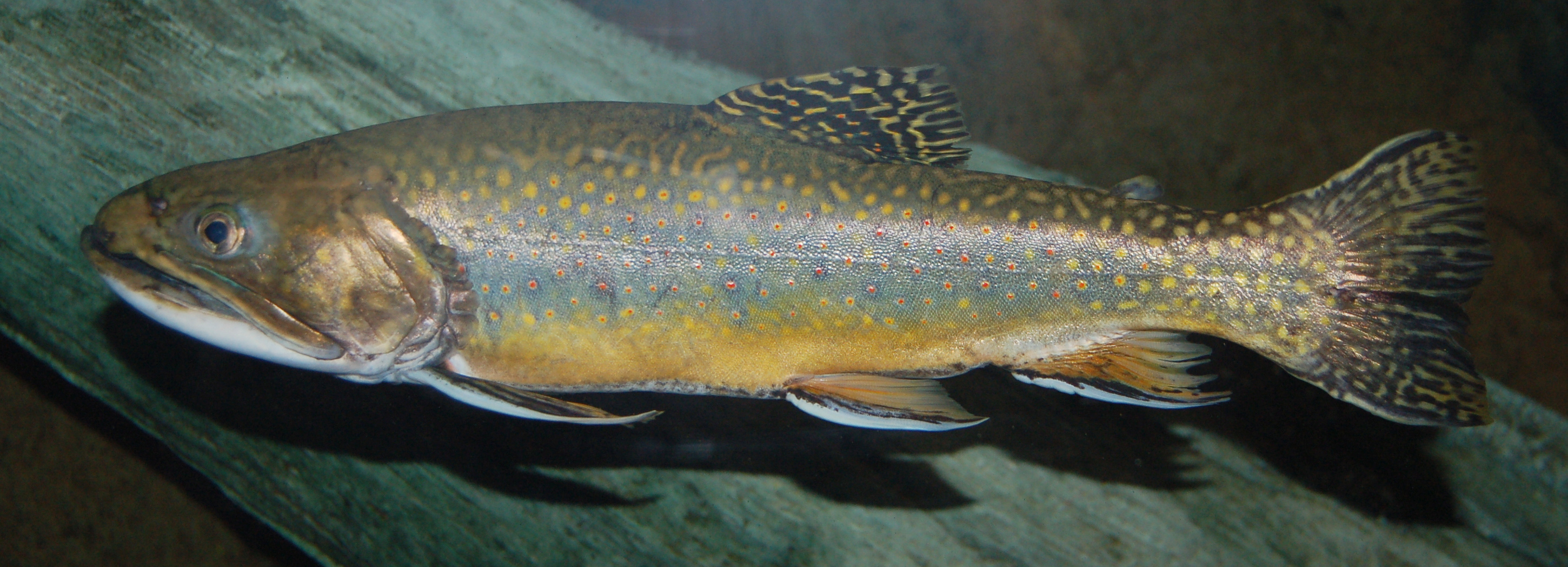
Salvelinus fontinalis
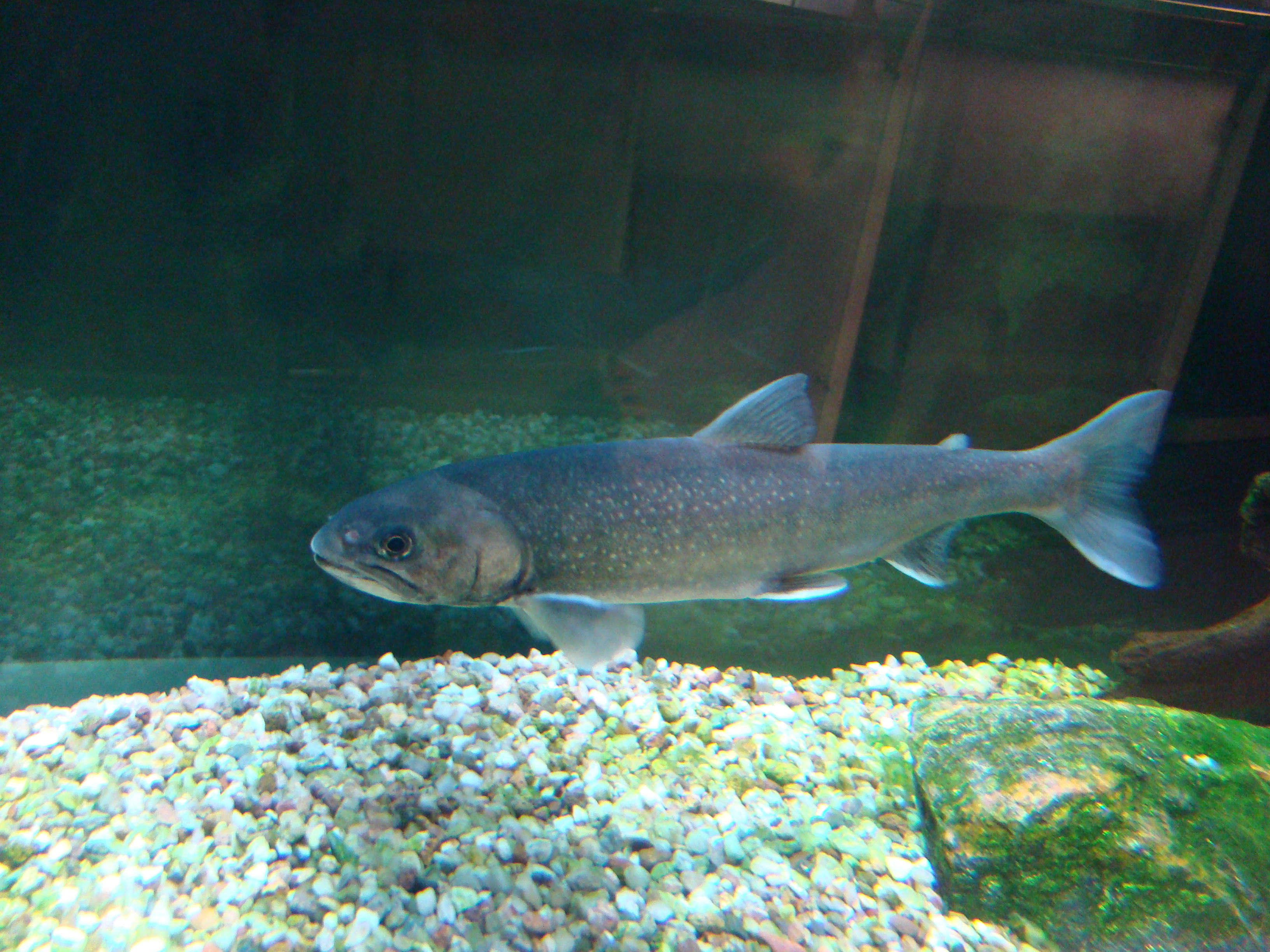
Salvelinus alpinus alpinus
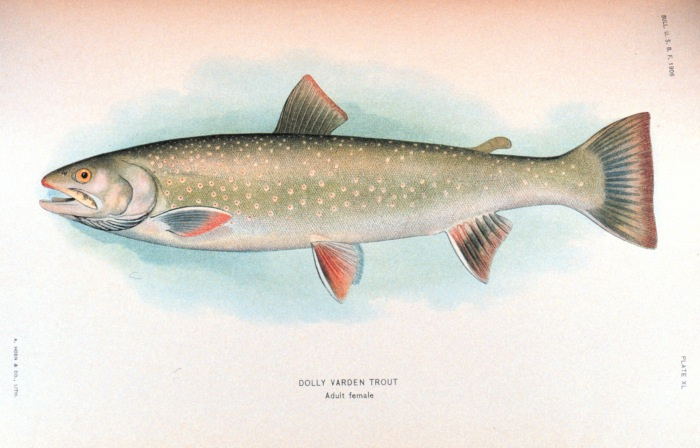
Salvelinus malmasubsp. malma
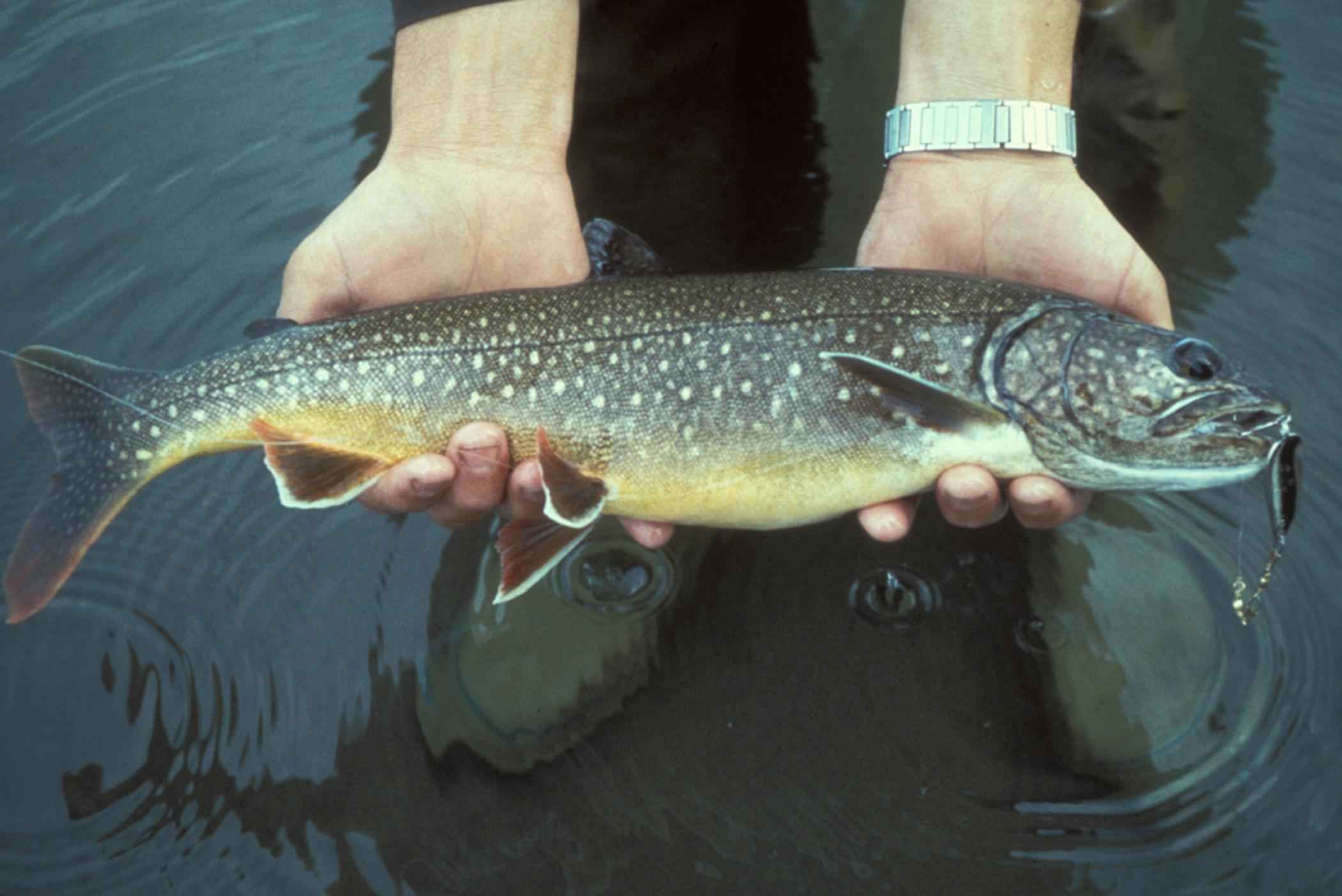
Salvelinus namaycush
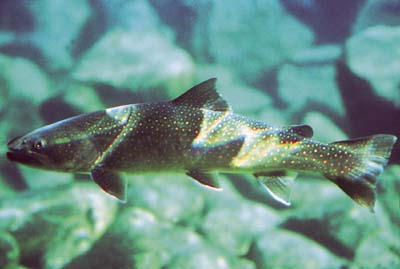
Salvelinus confluentus
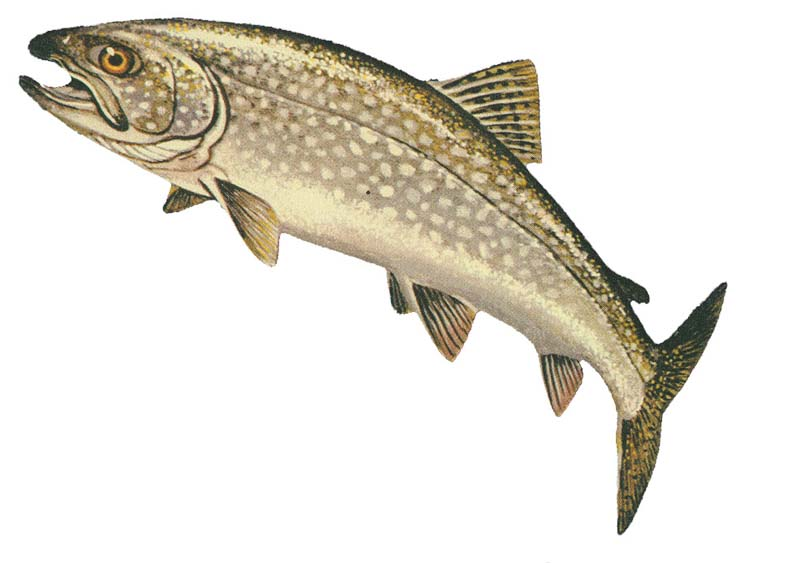
Salvelinus namaycush